# Breaking News (film din 2016)
Breaking News este un film românesc din 2016 regizat de Iulia Rugină. Rolurile principale au fost interpretate de actorii Andi Vasluianu.

## Distribuție
Distribuția filmului este alcătuită din:
- Andi Vasluianu — Alex
- Voica Oltean
- Oxana Moravec
- Ioana Flora
- Constantin Cojocaru
- Eduard Haris
- Eugen Matei Lumeazianu
- Ana Covalciuc
- Lari Giorgescu
- Angela Ioan - Carmen